# قوس (سلاح)

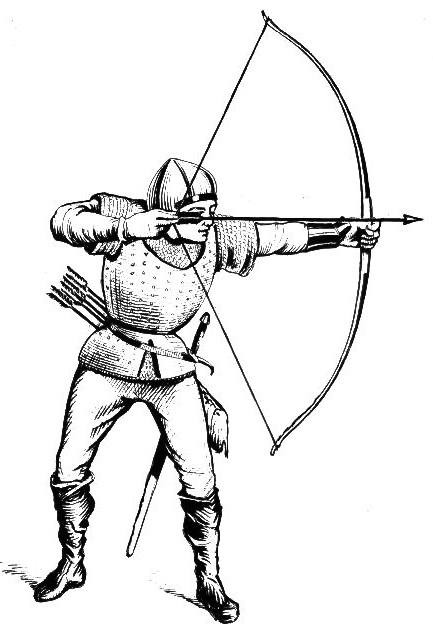

القوس (جمعها قِسِيّ وأحيانًا أقواس) سلاح مصمم لإطلاق السهام، يسمى الشخص الذي يستعمل القوس بالرامي وقد كانت هذه الكلمة تطلق في الماضي على المحارب الذي كان سلاحه الرئيسي هو القوس والرماية هي فن إطلاق السهام باستعمال القوس وقد كان لرماة السهام دور حاسم في معارك عدة عبر التاريخ مثل الحروب الإسلامية الأولى و حرب المئة عام، تستخدم الاقواس اليوم أساسا في الرياضة والقنص.

## نبذة تاريخية
ابتكر الإنسان في عصر ماقبل التاريخ القوس والسهم وقد أحدث هذا السلاح ثورة في طرق الصيد إذ جعل بمقدور الإنسان قتل الحيوانات عن بعد، وكان المصريون القدماء أول من عرفوا باستخدام القوس والسهم على نطاق واسع فقد استخدموا هذا السلاح في صيدهم وحروبهم في وقت مبكر يعود إلى سنة 5000 ق م، وكان الأشوريون والفرس من بين الشعوب البدائية الأخرى التي استخدمت الأقواس والسهام، وقد توفرت على مر التاريخ أنواع وأشكال متعددة للأقواس من أشهرها القوس الطويل من قطعة خشب واحدة والقوس المركب القصير الذي تنحني أطرافه إلى الخارج، وبحلول القرن الثاني عشر الميلادي، أصبحت النشابية سلاحا شائعا في أوروبا.
أنشئ الاتحاد الوطني لرماية السهام في الولايات المتحدة عام 1879 م.وتأسس الاتحاد الدولي للرماية عام 1931 م ليشرف على الدورات الدولية. وقامت مجموعة من الصيادين الأمريكين بإنشاء الجمعية الوطنية لرماية السهام في الخلاء في عام 1939 م. وقد أدخل الاتحاد الدولي للرماية رماية السهام في الخلاء ضمن منافسات البطولة الدولية في عام 1969 م.

### في القرآن
ذُكِر القوس في سورة النجم ﴿فَكَانَ قَابَ قَوْسَيْنِ أَوْ أَدْنَى ۝٩﴾ [النجم:9] والمعنى «ثم اقترب جبريل من النبي ثم ازداد قُرباً منه فكان على مسافة قوسين منه»، والقوس كلمة مؤنثة وهو بمقدار الذراع عند العرب.

## أنواع الأقواس

### القوس الطويل

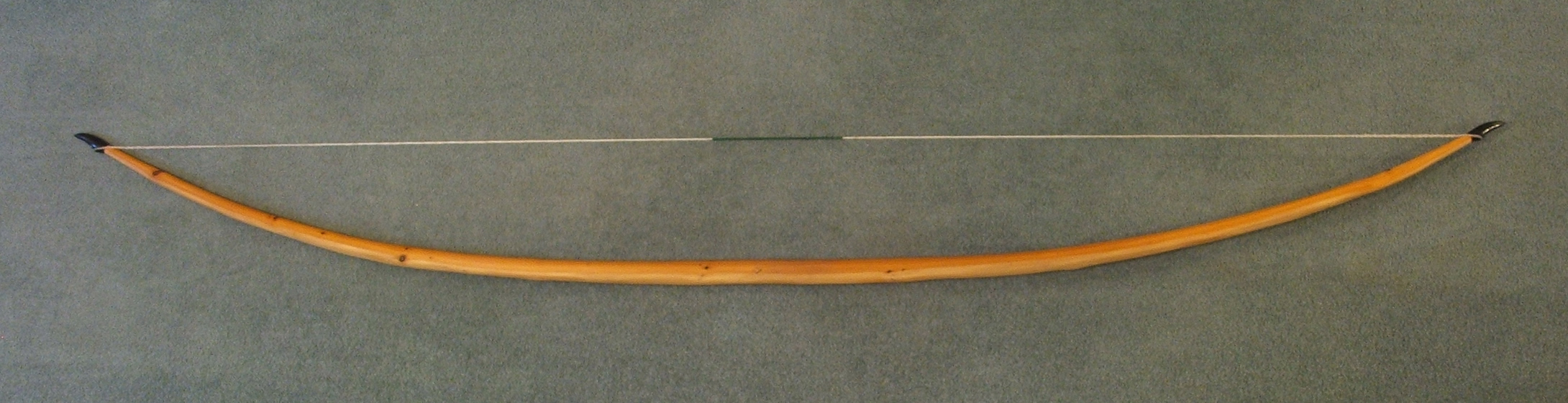
صورة لقوس إنجليزي طويل.

القوس الطويل كان أحد أشد الأسلحة التي صممت في العصور الوسطى تأثيرا ويعود سبب تسميته إلى طول القوس الذي كان يصل إلى 6 أقدام أو أكثر وقد وصل ذروة اتقانه على يد الرماة الإنجليز والويلزيين ويعتبر القوس الطويل السلاح الرئيسي للجيش الإنجليزي، عندما اندلعت حرب المائة عام (1337 م).

### قوس القرن والعصب (القوس المركب التقليدي)

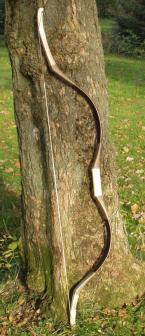
صورة لقوس مركب.

الأقواس المركبة كانت من بين أجود أنواع الأقواس الأسيوية، وكانت تصنع من الخشب كقلب ومقدمة القوس من القرون وظهر القوس كان يشد بعصب الحيوانات كوتر عرقوب الخيل ويغلف بجلد الحيوانات وأحيانا بجلد الأفعى وكانت الأقواس معكوسة بشدة وقصيرة ويمكن أن تستعمل من على ظهر الخيول وكانت تطلق السهام الخفيفة نسبيا بسرعات عالية ولمسافات مدهشة.
استعملت الأقواس المركبة على في أرجاء أسيا من كوريا حتى سواحل الأطلسي في أوروبا وشمال أفريقيا وجنوبا في شبه الجزيرة العربية والهند.

### القوس المعقبة
وهي الأقواس الخشبية المبطنة من الجهتين بعصب الحيونات (وتر العرقوب) وتتميز بخفتها وتتكون من قطعة خشبية واحدة مختلفة السماكة أو ثلاث قطع مركبة.

## أنواع السهام

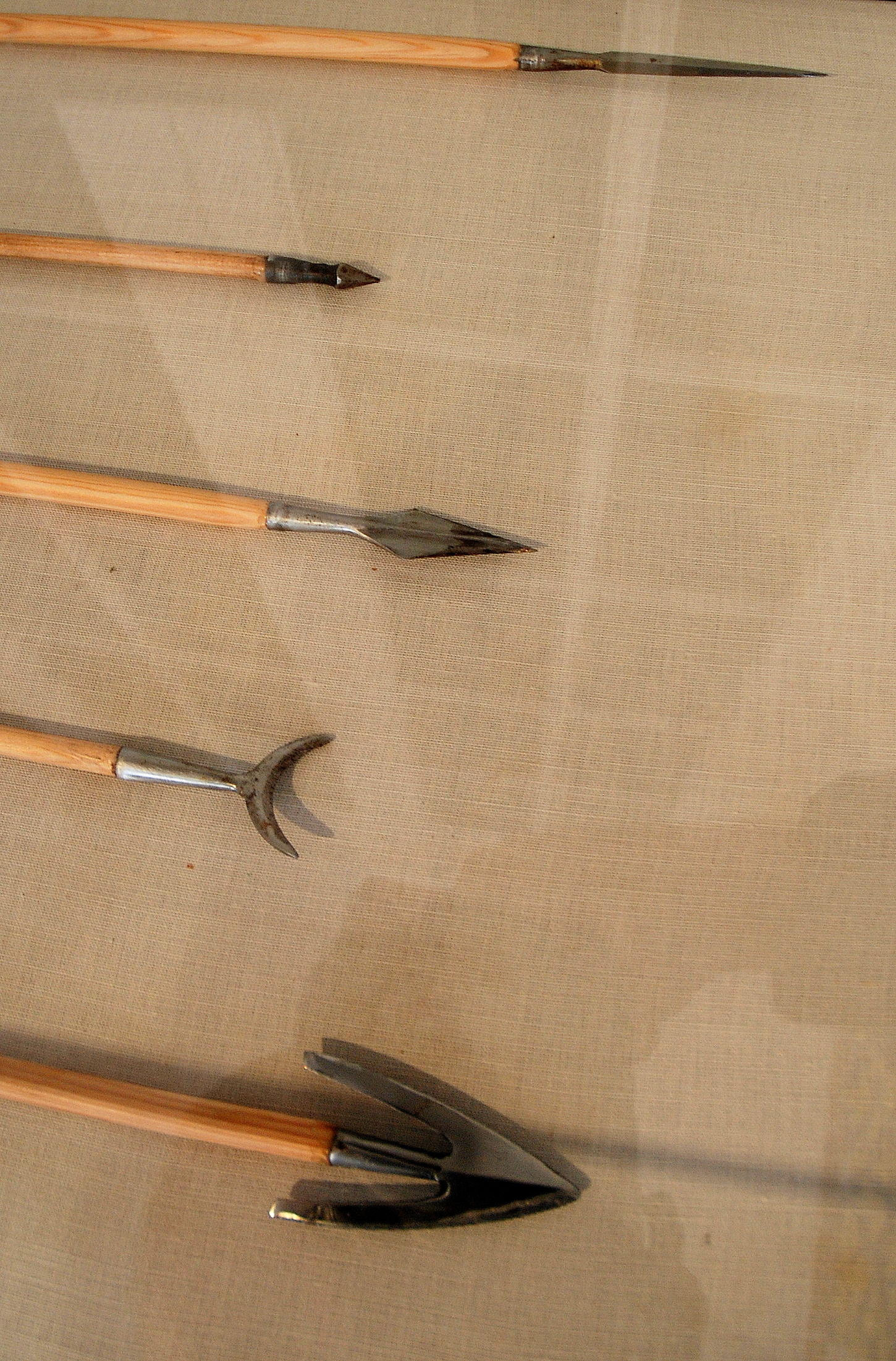
صورة لرؤوس سهام مختلفة

لعبت السهام الحربية بأنواعها وأحجامها المختلفة دورا أساسيا في عمليات الهجوم والدفاع ضد العدو وقد تنوعت السهام حسب المناسبة التي تستخدم فيها منها:
ـ السهام حادة النصل المدببة: لاختراق كل ما هو صلب مثل الدروع.
ـ السهام العريضة النصل: لشق الجلد والخامات الخفيفة.
ـ السهام المدملكة المدورة النصل: لصيد الطير.

## بعض الشخصيات المرتبطة بالقوس
من الشخصيات التاريخية الشهيرة في رمي القوس هو سعد بن أبي وقاص - رضي الله عنه - فعن علي رضي الله عنه قال: «ما سمعت رسول الله صلى الله عليه وسلم يفدي أحدا غير سعد سمعته يقول: ارم فداك أبي وأمي، أظنه يوم أحد» رواه البخاري. أي ارم بالقوس يا سعد فداك أبي وأمي وذلك لمدى تمكنه منها.
روبن هود: وهو شخصية إنجليزية برزت في الفلكلور الإنجليزي وهي تمثل راميا شجاعا عاش في العصور الوسطى وكان يتمتع ببراعة مذهلة في رشق السهام.
الشنفرى الأزدي، وقد وصفها بقوله:

## وصلات خارجية
- منشأ رماية السهام وتطورها
- فيديو يعرض المقارنة بين أنواع ألاقواس على يوتيوب